# 더 콜렉티브 (기업)
더 콜렉티브(The Collective)는 캘리포니아주 뉴포트비치에 위치한 미국의 비디오 게임 개발사이다. 1997년 전 버진 엔터테인먼트 직원들이 창립한 이 기업은 2005년 백본 엔터테인먼트와 합병하여 파운데이션 9 엔터테인먼트가 되었다. 파운데이션 9 하에서 더 콜렉티브는 샤이니 엔터테인먼트와 합병되었으며 2007년 10월 더블 헬릭스 게임스가 되었다.

## 개발한 게임
- 인생 게임
- 인디아나 존스: 황제의 유물